# Monopol
Monopol — польський музичний гурт, виконують суміш поп-музики та електронної танцювальної музики. Monopol засновано 2006 року Анджеєм «Jędker» Ваврикевичем, членом хіп-хопового гурту WWO. Остаточно гурт сформовано 2008 року. У 2009 році група випустила свій перший альбом Product of Poland 100 %. Перед прем'єрою другого студійного альбому 2011 року відбулася зміна в складі групи. У цьому році група виступила в VIVA Comet Awards і 19 березня 2011 року на KSW XV. З випуском альбому Eko знову сталися зміни у складі гурту